# پشت‌آتشی کاکل‌دار مالایی
پشت‌آتشی کاکل‌دار مالایی (نام علمی: Lophura rufa) گونه‌ای از قرقاول جنگلی است که در جنگل‌های جلگه‌ای شبه‌جزیره تایلند-مالای و سوماترا یافت می‌شود.
به دلیل از دست دادن پیاپی زیستگاه و شکار بی‌رویه در برخی مناطق، پشت‌آتشی کاکل‌دار مالایایی به عنوان آسیب‌پذیر در فهرست سرخ IUCN از گونه‌های در معرض خطر ارزیابی می‌شود.